# Iwan Kirkow
Iwan Nikolow Kirkow (bulgarisch Иван Николов Кирков, wissenschaftliche Transliteration Ivan Nikolov Kirkov; * 1. Januar 1932 in Assenowgrad; † 19. September 2010) war ein bulgarischer Maler und Illustrator.

## Biografie
Nach dem Schulbesuch studierte er Malerei an der Nationalen Kunstakademie in Sofia bei den Professoren Ilija Petrow und Kiril Zonew. Nach seinem Studienabschluss 1955 widmete er sich der Malerei und konnte bereits 1957 seine erste Kunstausstellung präsentieren.
In der Folgezeit schuf er neben Gemälden auch Illustrationen, Plakate und Porträts und arbeitete mit dem Autor und Dramatiker Jordan Raditschkow sowie dem Maler und Grafiker Ljuben Sidarow zusammen. Von 1965 bis 1967 war er als Szenograf am Satirischen Theater Aleko Konstantinow tätig und schuf Szenografien für Stücke von Sawa Dobroplodni, Iwan Wasow und William Shakespeare, aber auch für Kinofilme wie Inspektorat i noshtta (Der Inspektor und die Nacht) von Rangel Wulchanow. Außerdem zeichnete er Illustrationen für Bücher von Zanko Zerkowski, Elin Pelin, Ran Bosilek, Kamen Kaltschew und Iwan Turgenew, sowie Wandgemälde im Hauptbahnhof Sofia.
Kirkow, der an den Folgen eines Bronchialkarzinoms verstarb, wurde mehrfach ausgezeichnet und erhielt unter anderem 1959 die Bronzemedaille des Verbandes bulgarischer bildender Künstler.